# Kosmický let

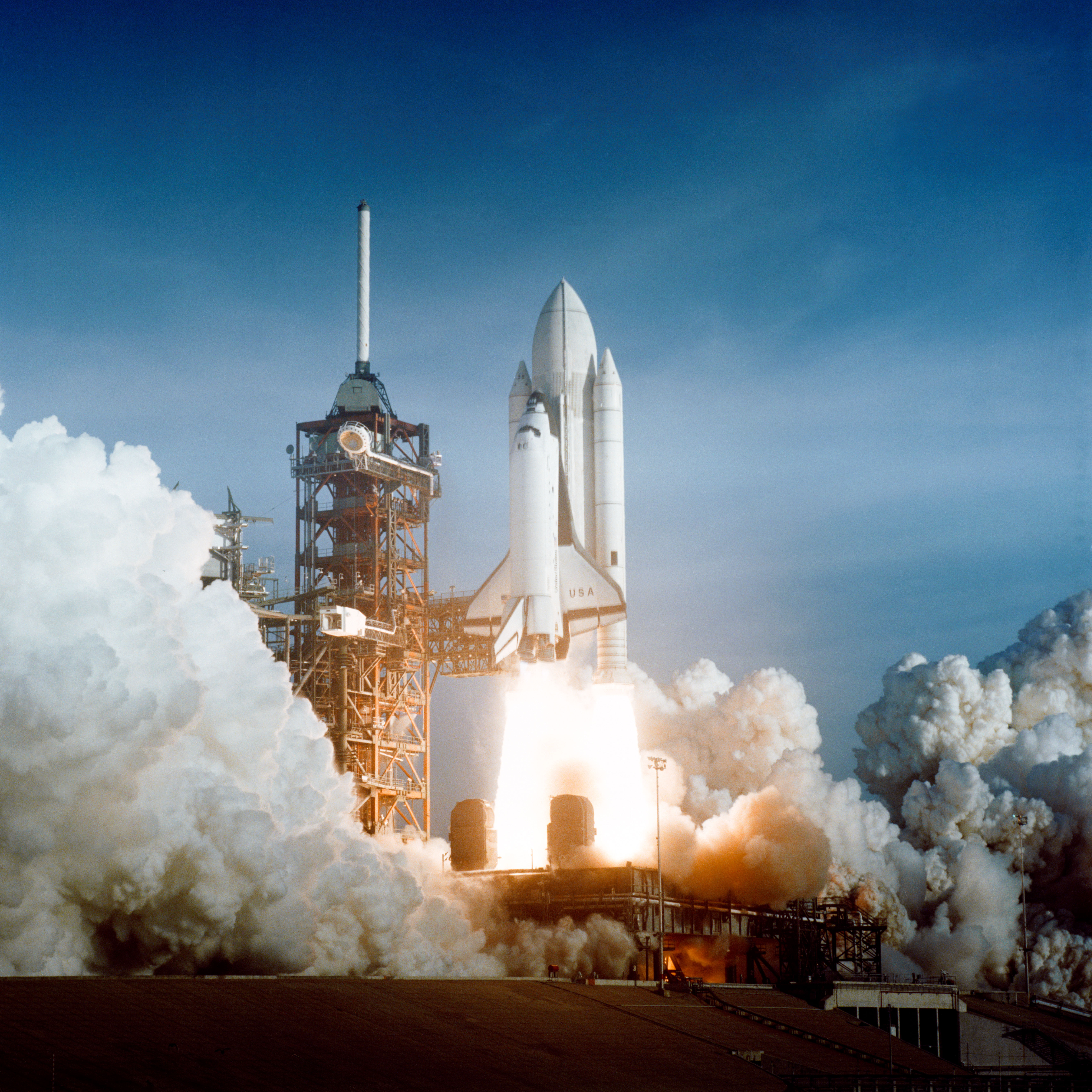
V současnosti je možné praktikovat kosmický let pouze prostřednictvím raketových motorů. Na obrázku je startující raketoplán Columbia, první vícenásobně použitelná kosmická loď při svém prvním letu.

Kosmický let je takový let, při němž je dosaženo kosmického prostoru, tedy výšky nejméně 110 až 140 km. Pokud je této výšky dosaženo pouze po balistické dráze, hovoříme o tzv. suborbitálním letu (např. prostřednictvím SpaceShipOne). V dnešní době suborbitální lety nemají praktický význam. Proto, aby bylo možno vypustit těleso na oběžnou dráhu, je nutno vyvinout značnou rychlost – 1. kosmickou (7,6 km/s), v případě překonání zemského gravitačního pole 2. kosmickou (11,2 km/s – tzv. úniková rychlost) a pro lety k vnějším planetám sluneční soustavy a do vzdáleného vesmíru 3. kosmickou rychlost. Pro tyto lety je nezbytná raketová technika s dostatečně silnými motory a robustními nádržemi. Mezihvězdný let je pak kosmický let k jiným hvězdám.

## Důvody
Důvody kosmického letu jsou různé a souvisí s tím, zda jde o pilotovaný, nebo nepilotovaný let, nebo zdali se počítá s návratem tělesa na Zemi, nebo ne, zda je těleso vypouštěné na oběžnou dráhu Země, nebo ne a případně o jaký typ dráhy jde a jaká je délka mise. Ve všeobecnosti je cílem kosmického letu dosáhnutí kosmického prostoru, který má v porovnání s prostorem v zemské atmosféře mnoho zvláštních vlastností, jejichž využití může být výhodné. Velmi řídká atmosféra ve velkých výškách umožňuje, aby těleso bylo navedené na oběžnou dráhu okolo Země a setrvalo na ní poměrně dlouho. Tím těleso dosáhne dynamického stavu beztíže, který se nikde na Zemi na tak dlouhou dobu nedá simulovat. Stav beztíže je předmětem mnoha technologických, materiálových, biologických, lékařských, fyzikálních a dalších výzkumů. Nepřítomnost atmosféry poskytuje další výhodu a to, že nezkresluje pohled na noční oblohu, nedochází tu k scintilaci hvězd, k poklesu jejich jasnosti či refrakci a tak z kosmického prostoru může být uskutečňováno velmi přesné a cenné astronomické měření. Přístroje umístěné v kosmickém prostoru navíc mohou zkoumat nebeskou sféru v celém elektromagnetickém spektru, což by na Zemi nebylo možné, protože atmosféra většinu vlnových délek pohlcuje. Užitečný pro vědu je také pohled z kosmu zpět na Zem, tzv. dálkový průzkum Země.
Praktický užitek kosmického letu spočívá dále v možnostech telekomunikace, navigace, vojenství, přímého průzkumu jiných těles sluneční soustavy (planet, měsíců atd.), budování orbitálních stanic, zásobování orbitálních stanic, výměna posádek, opravy umělých kosmických těles a snášení umělých kosmických těles na Zemi.

## Uskutečnění letu
Aby se kosmický let mohl uskutečnit, je potřeba vynášenému tělesu udělit alespoň 1. kosmickou rychlost ve výšce minimálně 200 km. Toto se v současnosti děje pomocí nosných raket. Nosná raketa je těleso s proměnnou hmotností, využívající princip reaktivního pohonu. Palivo (kapalné, nebo tuhé) je spaluje v tzv. spalovací komoře. Přitom prudce vzroste tlak v komoře a spaliny vylétávají tryskou motoru vysokou rychlostí do okolí. To tlačí raketu směrem nahoru.
Úspěšné vypuštění rakety vyžaduje množství pozemních zařízení, které dohromady vytváří kosmodrom. Jeho základem je startovací rampa, nazývaná také startovací komplex, kde se raketa udržuje ve startovní poloze a kde probíhají závěrečné přípravy rakety na start. Většinou tam dochází také k plnění rakety palivem. Raketa se na kosmodrom přepravuje z montážní budovy. Důležitou součástí kosmodromu je také středisko řízení startu, kde se řídí předstartovní přípravy na raketě a obvykle i první fáze startu. Ze střediska řízení vesmírných letů, které může být samozřejmě i velice vzdálené od kosmodromu, letoví kontroloři kontrolují telemetrii daného tělesa. Po startu raketa letí tzv. střeleckým sektorem kosmodromu.
Užitečné zatížení, které raketa vynáší, může být družice, sonda nebo kosmická loď. Toto těleso musí mít vhodnou konstrukci, aby odolávalo nepříznivým kosmickým podmínkám. Musí mít stabilní dodávku elektrické energie, kterou mu zabezpečují buď baterie, radioaktivní rozklad v izotopových bateriích, nebo solární panely. Dále musí být zabezpečená jeho komunikace se Zemí (podle možností nepřetržitá), musí mít systémy orientace a stabilizace, navigační systém a řídící orientační systém.

## Návrat z kosmu

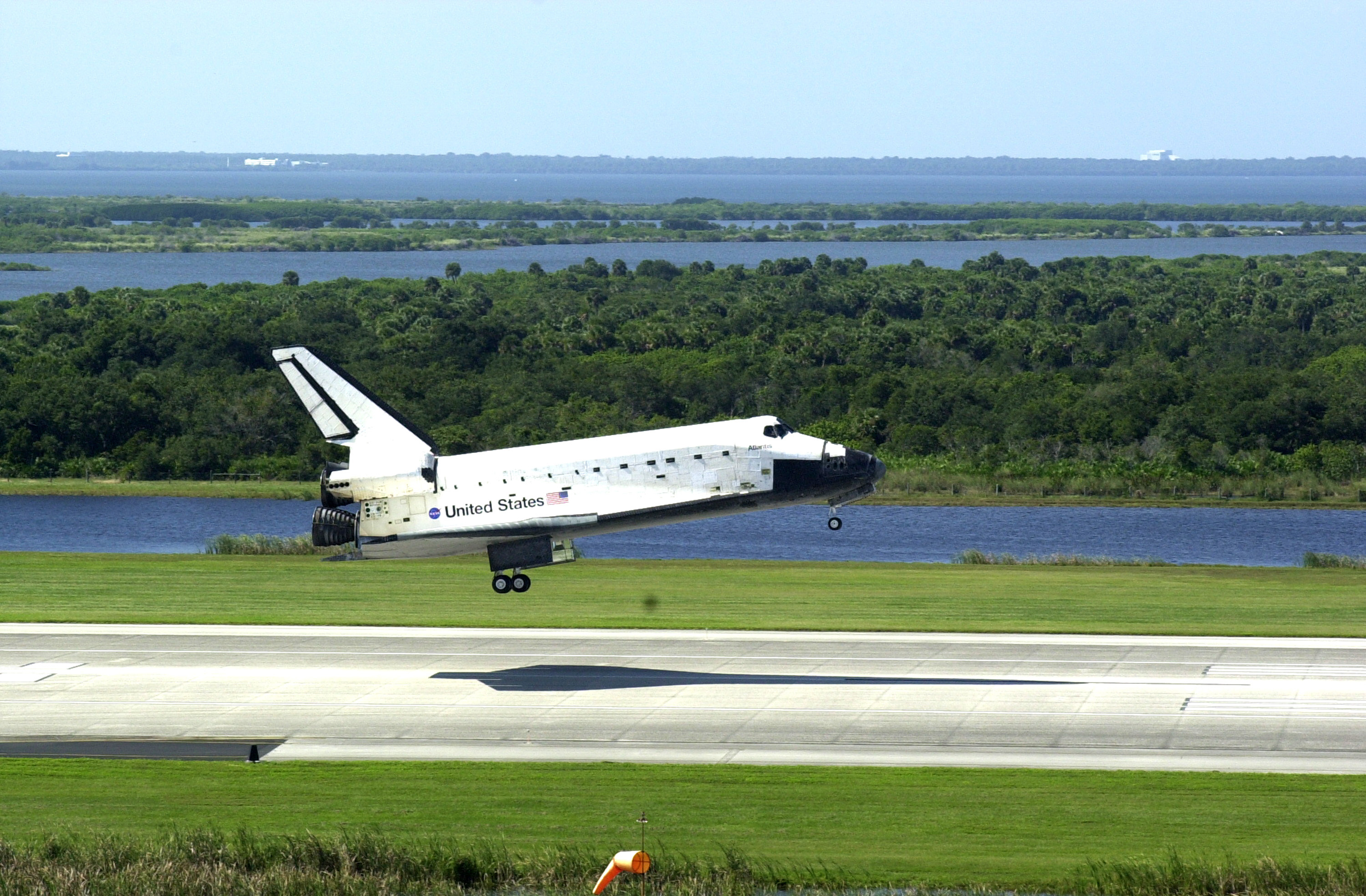
Přistávací manévr raketoplánu

Nepilotovaná tělesa se vracejí z kosmu jen zřídka. Mnoho nepotřebných dílů, například vyhořelých stupňů nosných raket nebo nefunkčních družic cíleně shoří v zemské atmosféře. Jiné zůstávají po dlouhou dobu na orbitě (kosmické smetí), heliocentrické dráze, únikové dráze ze sluneční soustavy, nebo dopadnou na povrch tělesa, které zkoumaly (například na povrch Měsíce, planety apod.). K návratu jsou například projektované sondy se vzorky.
Těleso se na Zem může vrátit vlastními silami nebo (velmi zřídka) v nákladovém prostoru raketoplánu. Pokud se vrací samo, je nutné, aby mělo zachovanou schopnost manévrování a aby byl jeho povrch chráněný tepelným štítem. Při opětovném vstupu do atmosféry, který se uskuteční vysokou rychlostí, začne těleso před sebou stlačovat vzduch který se stlačí zahřeje se a vytvoří sloupec ionizovaného plynu podobně jako při průletu meteorů který utvoří něco jako "zeď" která pak zpomaluje těleso a proto se místo toho aby byly moduly s astronauty aerodynamické na jejich spodek dává vrstva kovu který postupně odpadává kvůli teplu a tak modul zpomalí, ale zároveň chrání astronauty před teplem stlačeného vzduchu. V této fázi letu jsou možnosti vysílání jeho údajů na Zem velmi omezené.
V závěrečné fázi letu, kdy těleso svým pohybem už neionizuje vzduch okolo sebe, se na finální zabrzdění a měkké dosednutí tělesa používá většinou padák. Další možností (používanou kromě padáku) jsou brzdící trysky. Pouze raketoplán je schopný přistát podobným způsobem jako bezmotorové letadlo díky vlastním aerodynamickým schopnostem. Také raketoplán používá při přistání padák, ale jen jako prostředek ke zkrácení dojezdu po dosednutí hlavního podvozku na přistávací dráhu.

## Zdravotní následky kosmických letů
Nejdůležitější odlišnost vesmírného prostředí spočívá v odlišné velikosti gravitační síly. Při startu a přistání jsou kosmonauti vystaveni přetížení (tj. síly působící na posádku jsou několikanásobně vyšší např. při přetížení 5G člověk, za běžných podmínek vážící 70 kg, váží 350 kg), při vlastním letu působí na posádku stav beztíže.
Hlavními problémy beztížného stavu je adaptace na nevnímání gravitace, kdy se objevují potíže podobné mořské nemoci (nechutenství, zvracení, bolest hlavy …). problémy obvykle odezní během několika dní.
Dlouhodobým problémem je přesun tekutin v těle. Voda, na zemi svou tíží tažená dolů, se přesunuje vzhůru. Výsledkem jsou otoky horní poloviny těla. Tyto efekty se omezují cvičením a používáním zvláštních obleků vyvolávajících podtlak na dolní polovině těla.
Dalším závažným následkem pobytu v beztíži jsou změny v kostech a svalech. Výška kosmonautů díky odpadnutí tíže vzroste o 2–3 centimetry. Významné je ubývání hmoty kostí tempem 1–1,5 % za měsíc a atrofie nenamáhaných svalů. Tyto efekty lze zpomalit pravidelným cvičením, které při dlouhodobých letech zabírá kosmonautům cca 2 až 2.5 hodiny denně. Před návratem na Zemi se dávky ještě zvyšují.
Dále je to zhoršené vidění, změny střevní mikroflóry či poškození mozku.